# Redlichova vila
Redlichova vila (též vila Hermanna Redlicha či Villa Redlich) je vila ve Slavkově u Brna, postavená koncem 19. století v historizujícím stylu podle návrhu architekta Augusta Prokopa pro majitele místního cukrovaru Hermanna Redlicha. Od roku 2001 je chráněna jako kulturní památka. Pod označením Vila Austerlitz slouží ve 21. století jako soukromé ubytovací zařízení.

## Historie

### Slavkovský cukrovar
Cukrovar ve Slavkově vznikl jako akciový podnik v březnu 1871 z iniciativy starosty Jana Koláčka. Vystavěn byl během roku 1872, splacena však byla jen asi třetina akcií a již v roce 1876 skončil krachem. V důsledku toho Koláček rezignoval na funkci starosty. V exekuci cukrovar zakoupila firma Kolben-Daněk (První českomoravská továrna na stroje v Praze) a od ní jej v roce 1877 získal Hermann Redlich (1841–1895), brněnský židovský podnikatel původem z Bučovic. Syn továrníka s vlněným zbožím Moritze Redlicha pak cukrovar provozoval spolu se svým mladším bratrem Theodorem (1850–1922) prostřednictvím společnosti Hermann Redlich a spol.

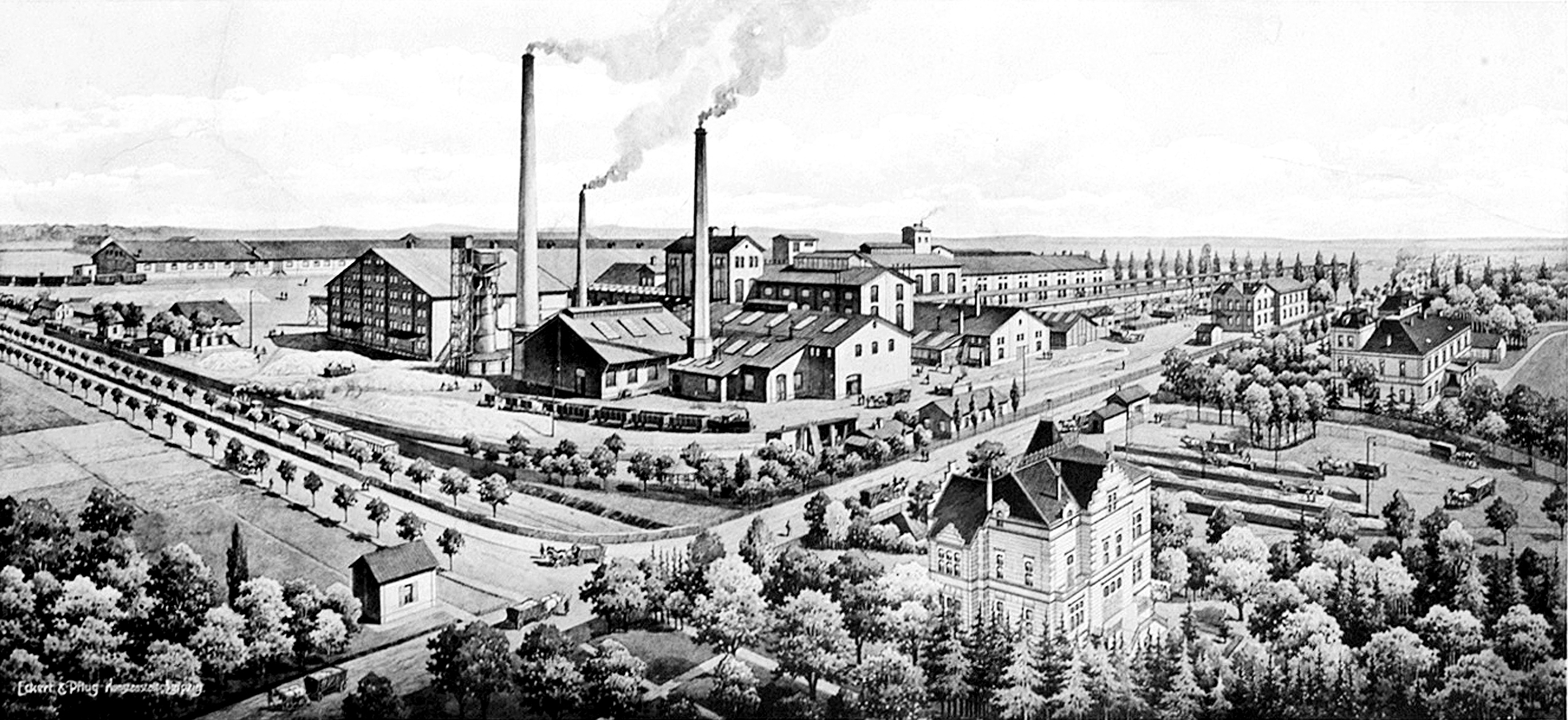
Cukrovar s oběma vilami na historickém vyobrazení (vila Hermanna Redlicha je vpravo dole)

Pod Redlichovým vedením se cukrovar vymanil z počátečních potíží a začal hodně vynášet, patřil k největším cukrovarům v monarchii a ještě počátkem 20. století byl čtvrtým největším cukrovarem na Moravě. V roce 1886 byl rozšířen o rafinerii cukru a v letech 1893–1894 byl přistavěn etážový sklad cukru, budova kostkárny a hala pro výrobu homolí.
Sám majitel ovšem využíval svého značného vlivu k prosazování vlastních zájmů oproti zájmům města. Např. když se budovala železniční trať z Brna do Přerova (tzv. Vlárská dráha) s připojením Slavkova v roce 1885, prosadil prý její vedení těsně kolem cukrovaru, aby ušetřil na stavbě vlečky, na úkor městské správy, která ji chtěla co nejblíže městu.

### Cukrovarské vily a rodina Redlichů
V době zprovoznění železnice již stála poblíž cukrovaru honosná vila zbudovaná roku 1884. Tato stavba postupně vešla ve známost jako Redlichova vila. Hermann Redlich si stavbu vily objednal u brněnského architekta a tehdejšího ředitele Moravského průmyslového muzea Augusta Prokopa (1838–1915), aby se mohl přestěhovat blíže ke svému slavkovskému cukrovaru. Tuto horní, tzv. červenou vilu později doplnila také dolní vila, zvaná bílá, která byla postavena přímo naproti podniku.

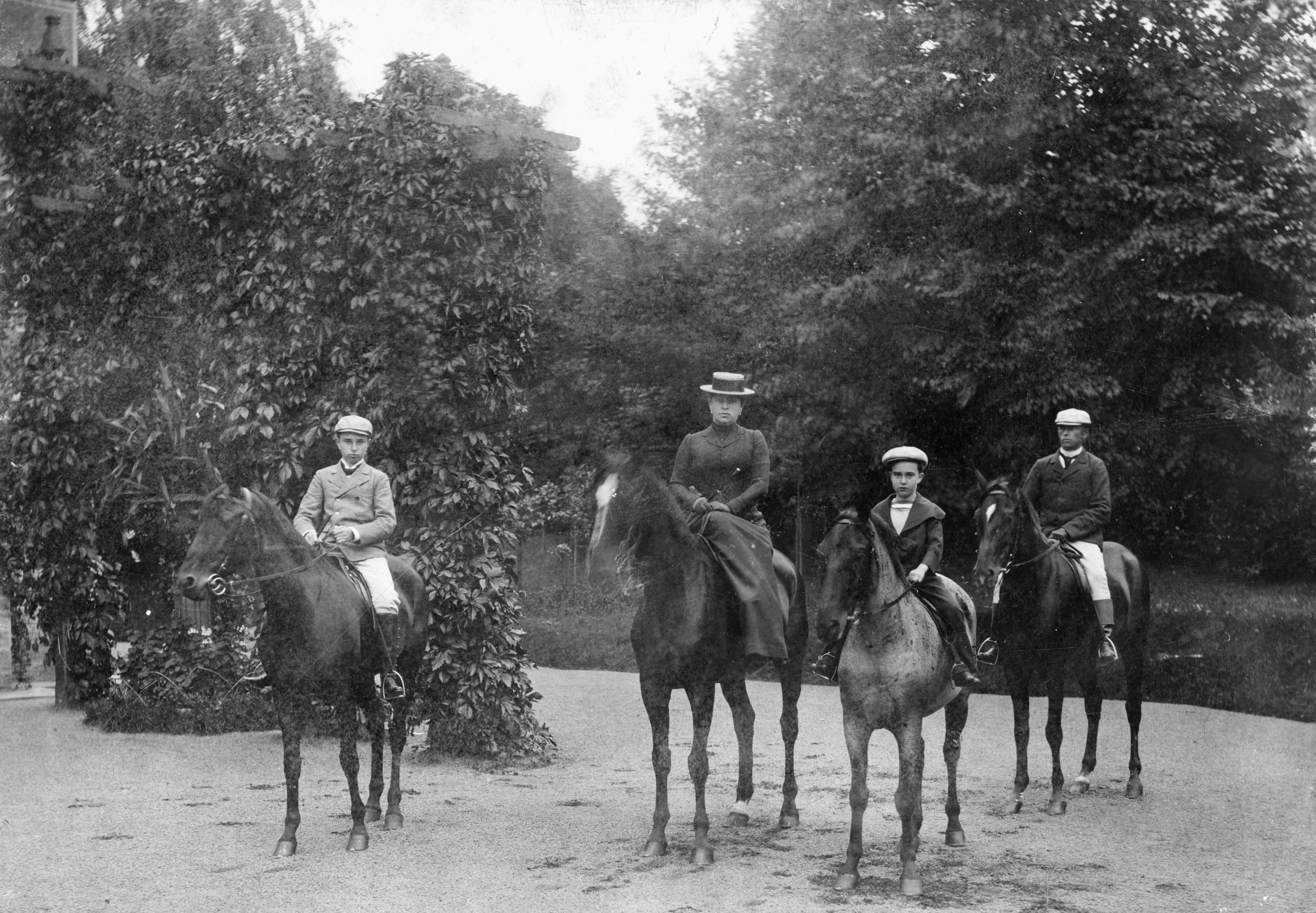
Berta Redlichová se syny Viktorem (vlevo) a Antonem v doprovodu štolby, kolem r. 1900

Hermann Redlich zemřel před dovršením věku 55 let roku 1895 ve Vídni a tam byl také pochován. V druhé generaci se vedení cukrovaru ujal jeho syn Viktor (* 1884), který rovněž zdědil červenou vilu, a Theodorův druhorozený syn, Viktorův bratranec Felix Redlich (* 1885), jenž obsadil dolní vilu bílou. Viktor Redlich se oženil s dcerou vídeňského bankéře Luciana Brunnera Emou a měl s ní dcery Berti a Aline (Lilly). Felix Redlich si vzal za manželku Mariannu, dceru dlouholetého technického ředitele cukrovaru Emila Löwa, a měl s ní dceru Felicitu (Lixi), jejich manželství však bylo v roce 1927 rozvedeno.

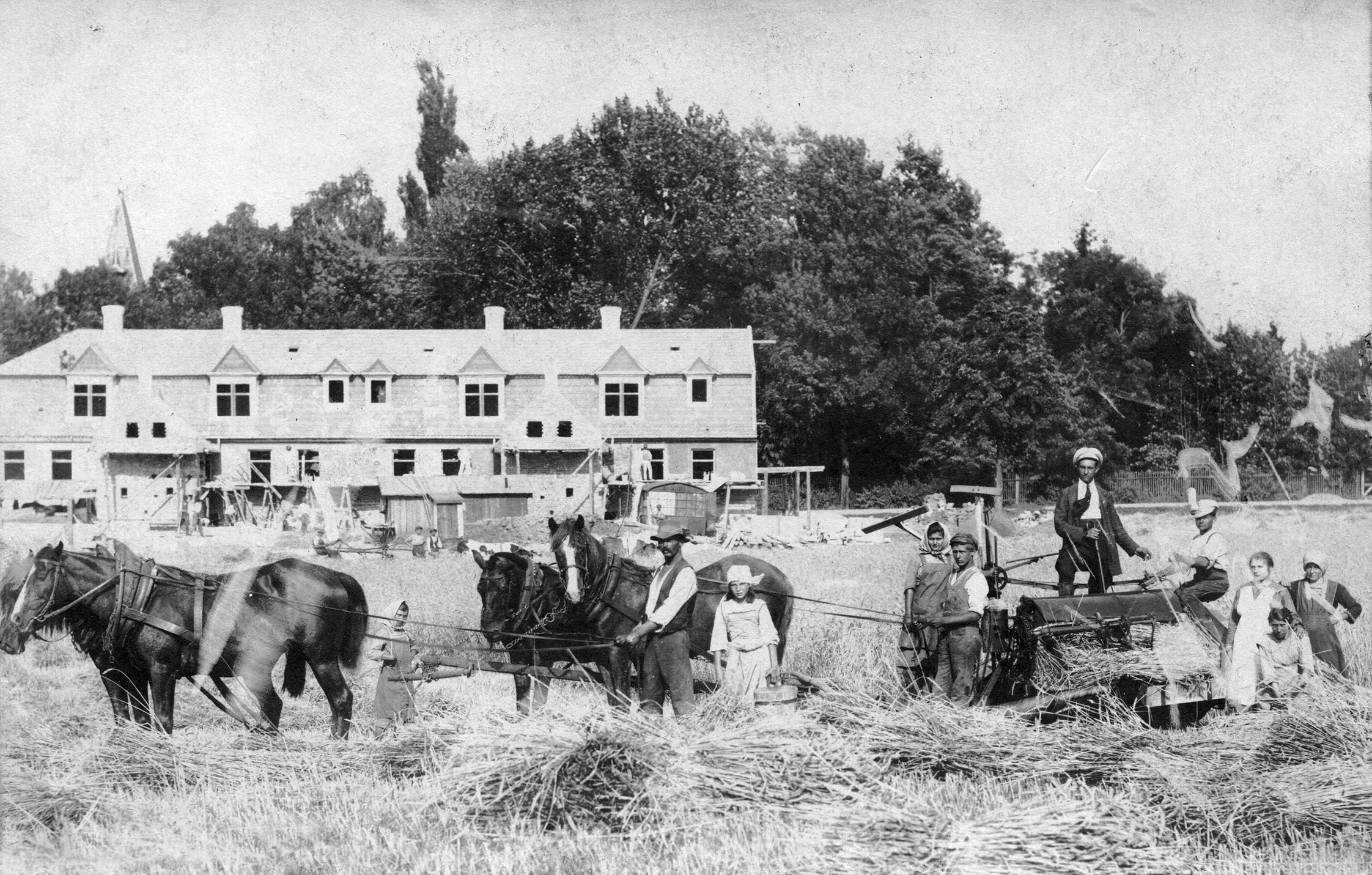
Výstavba cukrovarské kolonie u Redlichovy vily (jehlanová střecha vzadu vlevo) v letech 1921–1922

V roce 1905 vypukla v cukrovaru stávka na podporu všeobecného rovného hlasovacího práva, která byla krvavě potlačena. V letech 1921–1922 byla naproti horní vile postavena zaměstnanecká kolonie šesti domků a další byty byly upraveny z bývalých kasáren. V roce 1924 se podnik změnil na akciovou společnost, všechny akcie však tehdy zůstávaly ve vlastnictví Redlichů.
V důsledku hospodářské krize vypukla v listopadu 1931 další stávka, podstatnější změny však přineslo nacistické obsazení Československa koncem desetiletí. Viktor i Felix Redlichové coby židé stihli ještě předtím emigrovat se svými rodinami do Kanady, kde poté dožili. Viktor zemřel ve Vancouveru roku 1976, jeho dcery v letech 2017 a 2020.

### Poválečné období
Cukrovar mezitím skončil v nucené správě a stal se majetkem německé říše. Kronikářka Slavkova Lubomíra Kropáčková později vzpomínala, že před koncem druhé světové války při průchodu fronty se spolu s dalšími lidmi skrývala ve sklepeních pod dolní vilou. Zdokumentována je smrt Jana Kočovského, zasaženého střepinou 15. dubna 1945 za železničním mostem u horní vily při bombardování nádraží. Akcie cukrovaru vlastnily ze tří čtvrtin německé banky a zbylá čtvrtina náležela Redlichově rodině; po osvobození představitelé města vyjednávali s velitelstvím Rudé armády, aby byl cukrovar vyňat z válečné kořisti a nehrozilo rozmontování a odvezení zařízení do Sovětského svazu. Asi na měsíc se tak město stalo držitelem cukrovaru.

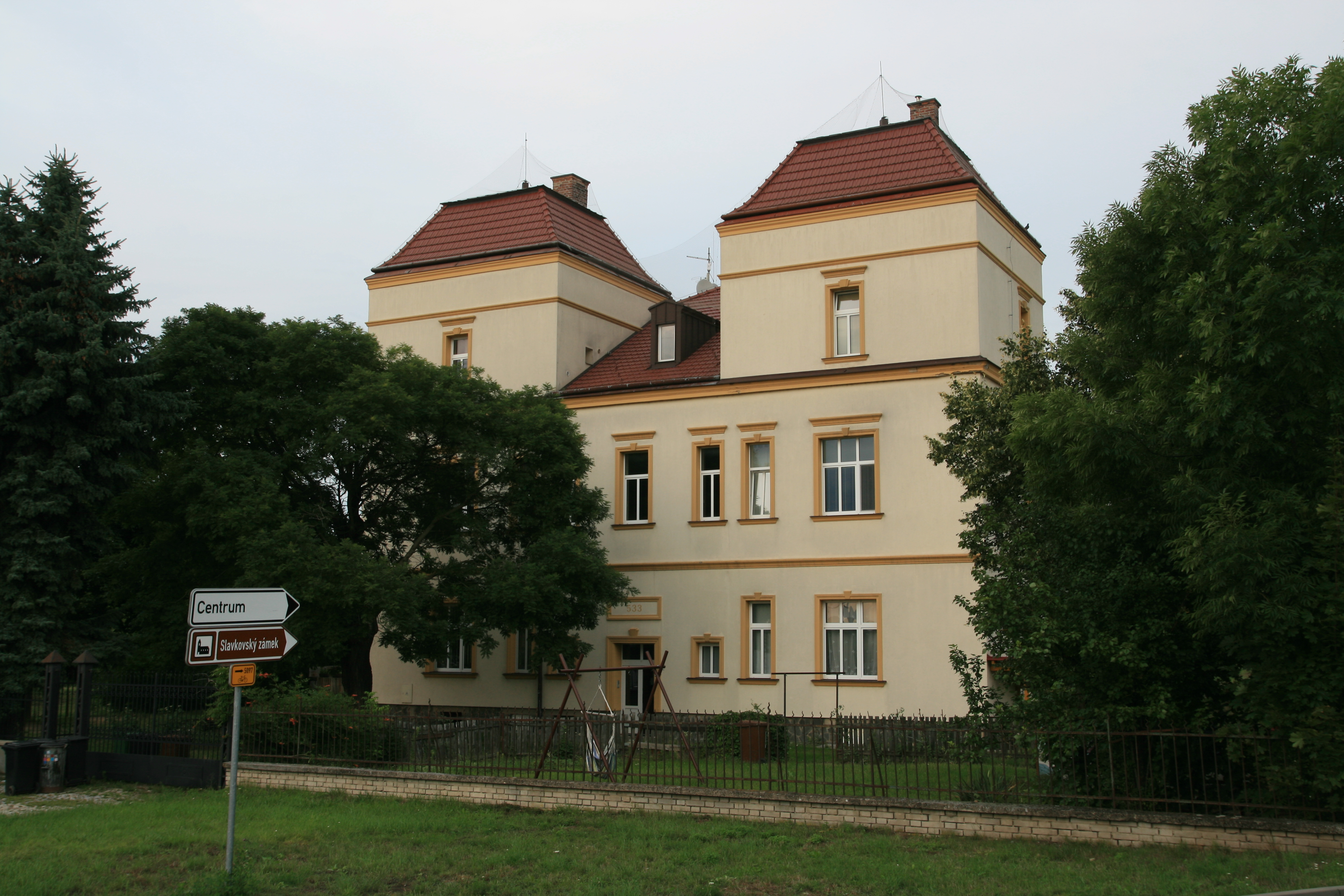
Nedaleká vila Felixe Redlicha, zvaná bílá nebo dolní

Následovalo znárodnění, stvrzené zákonem v dubnu 1948, poté v 50. letech řada organizačních změn, slavkovský cukrovar coby národní podnik zastřešoval i závod v Sokolnicích a ve Vyškově, později spadal pod Brněnské cukrovary a následně Jihomoravské cukrovary se sídlem ve Starém Městě. V 80. letech však docházelo k útlumu provozu a koncem roku 1989 byla výroba cukru definitivně zastavena. V dolní vile byla např. v roce 1973 zřízena závodní ordinace pracujících pro potřeby zaměstnanců 16 podniků.
Z horní vily se v průběhu doby stalo lesnické školicí a ubytovací zařízení; ještě k roku 2001, kdy byla prohlášena kulturní památkou, ji vlastnila Lesní společnost Jihomoravské lesy. V roce 2005 ji koupila společnost ENBRA, zabývající se výrobou kachlových kamen a krbů, jež objekt dobově vybavila a začala v něm provozovat luxusní ubytování. V roce 2020 byla vila znovu částečně rekonstruována, včetně zázemí parku.

## Popis

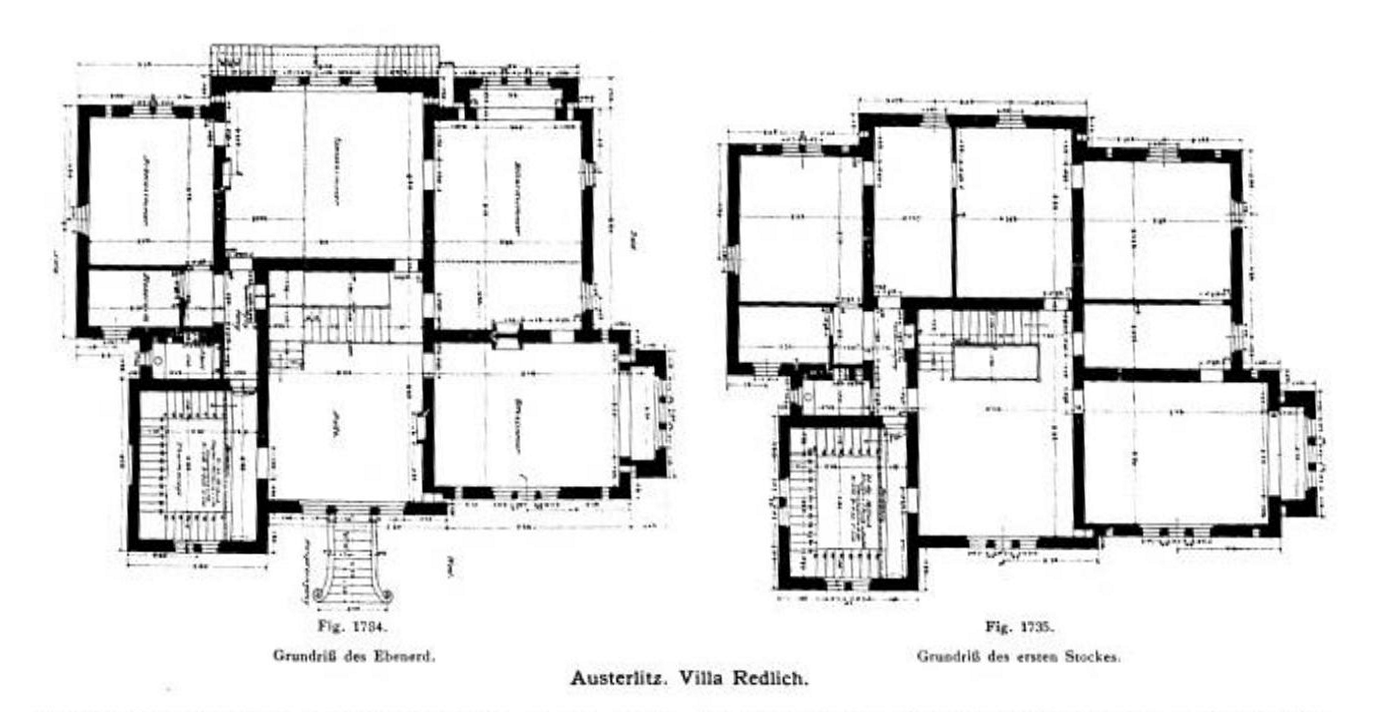
Půdorysné nákresy vily

Vila stojí v ulici Československé armády s čp. 362, obehnaná anglickým parkem o rozloze 1,5 hektaru, který ze severní strany ohraničuje železniční trať, z jižní pak ulice U Vily. Čelo budovy je obrácené západním směrem do ulice ČSA, ke křižovatce s Nádražní ulicí.
Alena Jelínková označuje stavbu na nepravidelném půdorysu utvořenou pomocí aditivního seskupení hmot za architektovu reminiscenci na tudorovskou neogotiku skrze Hannoverskou školu. Dle Jana Sedláka Prokopova „inspirace německou renesancí obrážela celkovou dobovou tendenci, kdy ze stylových, ale i nacionálních důvodů docházelo k opouštění kosmopolitní italizující neorenesance a k jejímu nahrazování příklady severské renesance nebo manýrismu“.

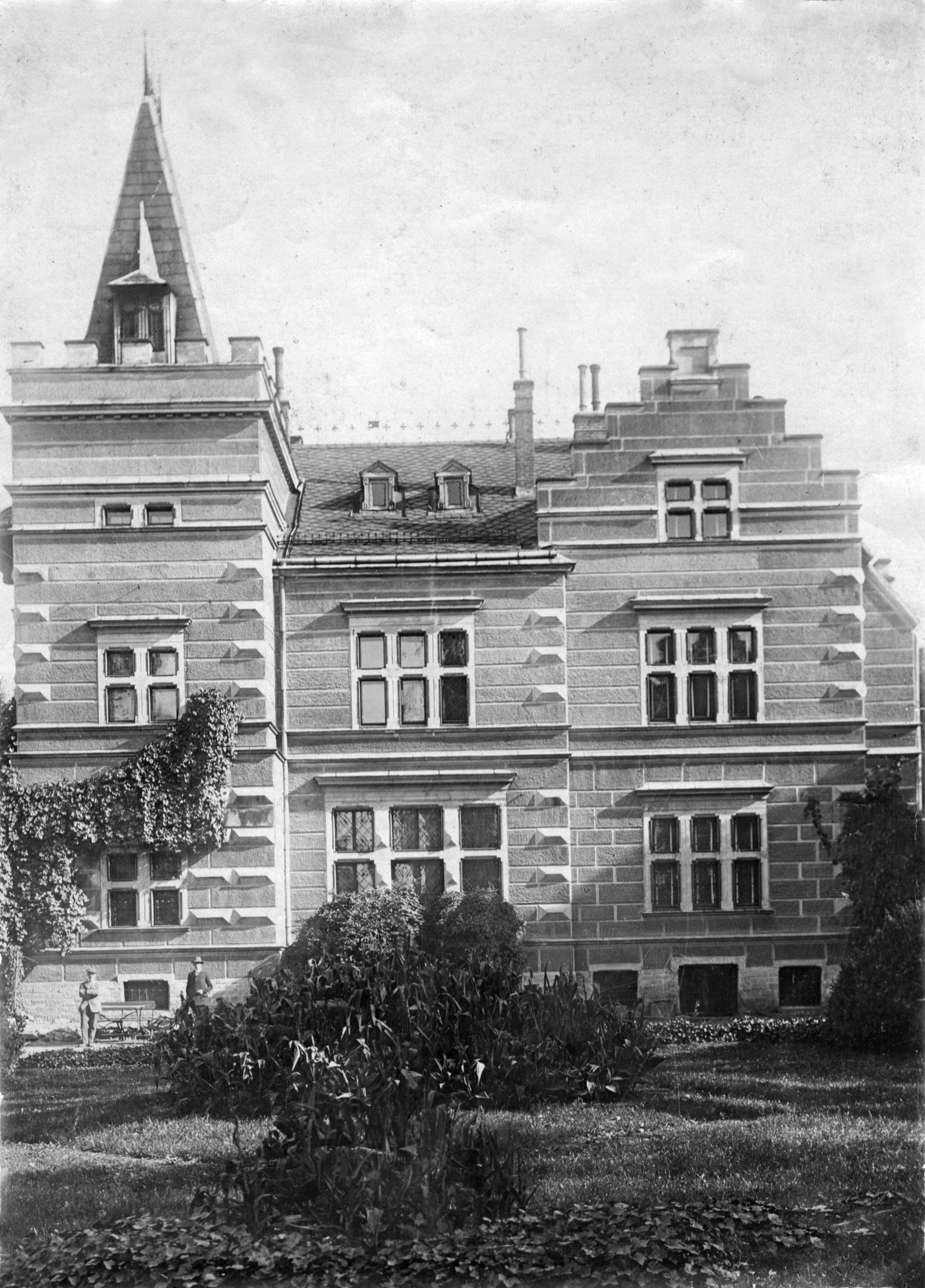
Redlichova vila na dobovém snímku

Západní průčelí vily mělo předsazené jednoramenné nízké hlavní schodiště, jímž se vstupovalo do dvoupodlažní haly. V ní pokračovalo další schodiště do patra. Vlevo (severně) od haly stála schodišťová věž, vpravo (jižně) se nacházel pokoj k posezení. Za halou (východně) následovala jídelna s krbem a k ní ze severní strany přiléhala kuchyně a pokoj služky, z jižní pak kulečníkový pokoj. Dispozice ložnicového a hostinského patra kopírovala členění patra reprezentačního (piano nobile).

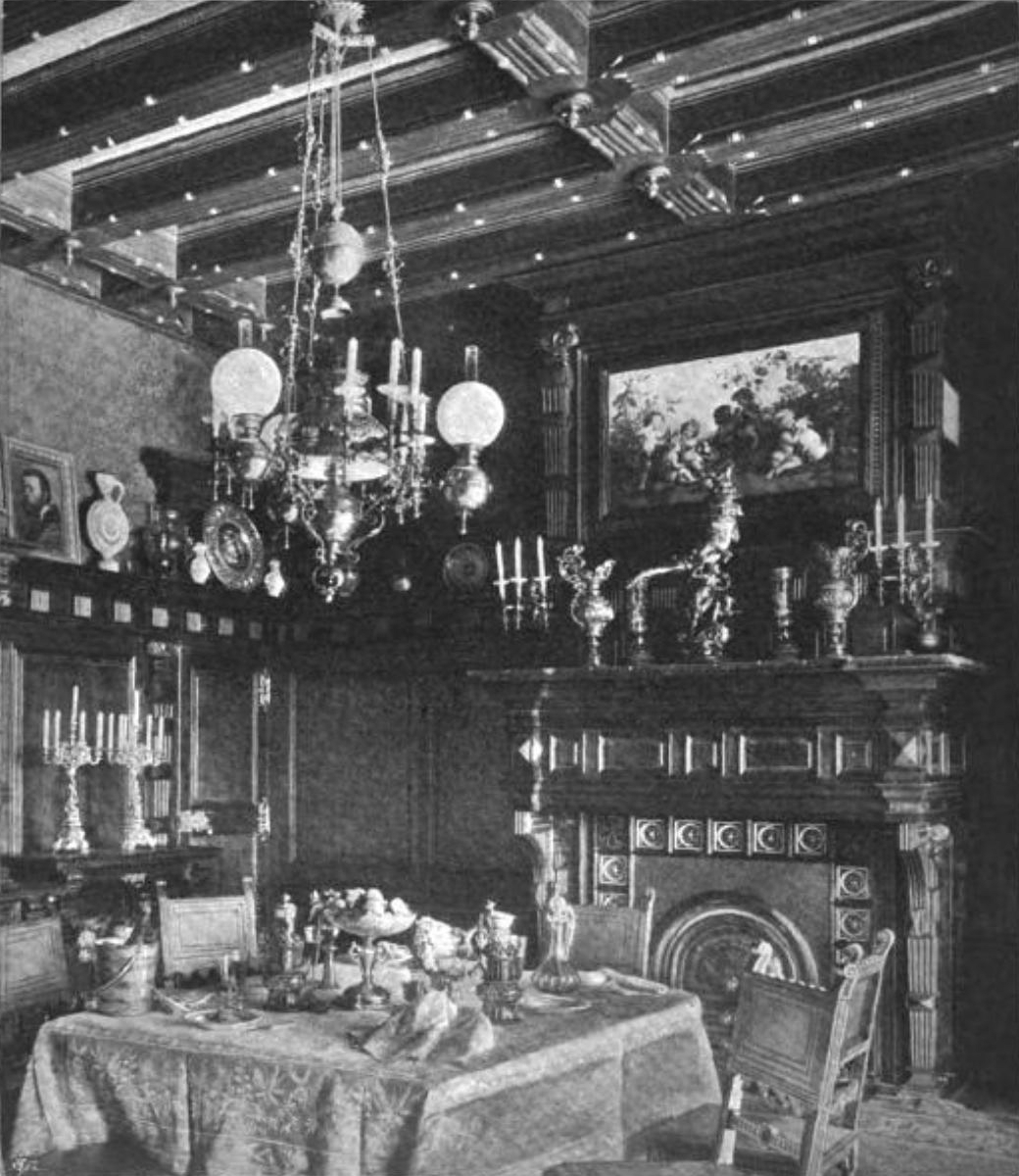
Foto jídelny v knize Augusta Prokopa (1904)

Sedlák uvádí, že „hranolové objemy jednotlivých místností sestavil architekt tak, aby navenek docílil co největší gradaci hmot, umocněnou ještě četnými detaily“. Ty představovaly pásová rustika, armující bosy na nárožích, šambrány oken a dlátová střecha věže. Hlavní (západní) průčelí vily je tvořeno třemi bloky, které postupně zprava doleva vystupují do popředí. Každý rizalit tvoří jedna osa oken a ukončen je pokaždé jinak: vpravo seversky orientovanou atikou, uprostřed dvojicí vikýřových oken a vlevo je schodišťová věž zakončena zubořezem a jehlanovou střechou.
Architekt patrně tuto vilu považoval za zdařilou, neboť jí ve své knize Markrabství moravské z hlediska dějin umění (1904) věnoval několik fotografií, včetně její jídelny coby příkladu honosně vybaveného interiéru. Vila později prošla řadou stavebních úprav, a zatímco exteriér ještě z větší části připomíná původní stav, z někdejšího vybavení interiérů vytrval jen dřevěný strop v jídelně.